# محمد بن علي النسفي
محمد بن علي بن يحيى بن يونس بن الحسين النسفي، محدث وفقيه بغدادي، مسلم خبير في علم التفسير والنحو والأدب.
سمع الحديث في صباه في مدينة نسف، من أبي نصر أحمد بن محمد البلدي، والحسن بن محمد بن مكي الحمادي، وسمع بجرجان من كامل بن إبراهيم الخندقي.
روى عنهُ أبو محمد ابن الخشاب النحوي، وغيره.

## وفاته
توفى محمد النسفي في شهر محرم من عام 517 هـ/ 1123م، ودفن في المقبرة الوردية ببغداد.